# Saint-Laurent-en-Grandvaux
Saint-Laurent-en-Grandvaux je naselje in občina v vzhodnem francoskem departmaju Jura regije Franche-Comté. Leta 2009 je naselje imelo 1.779 prebivalcev.

## Geografija
Kraj leži v pokrajini Franche-Comté 47 km vzhodno od Lons-le-Sauniera in 65 km severno od Ženeve v Švici.

## Uprava
Saint-Laurent-en-Grandvaux je sedež istoimenskega kantona, v katerega so poleg njegove vključene še občine Bonlieu, La Chaumusse, Chaux-des-Prés, La Chaux-du-Dombief, Château-des-Prés, Denezières, Fort-du-Plasne, Grande-Rivière, Lac-des-Rouges-Truites, Les Piards, Prénovel, Saint-Maurice-Crillat, Saint-Pierre in Saugeot s 5.621 prebivalci (v letu 2009).
Kanton Saint-Laurent-en-Grandvaux je sestavni del okrožja Saint-Claude.

## Zanimivosti
- cerkev sv. Lovrenca,
- kapela Notre-Dame-du-Jubilé, Salave, urejena v nekdanjem mlinu.

## Promet
- železniška postaja Gare de Saint-Laurent-en-Grandvaux ob progi Andelot-en-Montagne - La Cluse, imenovani tudi Ligne des Hirondelles (lastovice);